# Maraetotara (fleuve)

Le fleuve Maraetotara  (en anglais : Maraetotara River) est un cours d’eau de la région de Hawke's Bay, dans l’Île du nord de la Nouvelle-Zélande. 

## Géographie
Il entre dans Hawke Bay au niveau de  Te Awanga.
- (en) Land Information New Zealand, « détail emplacement: Maraetotara (fleuve) », sur New Zealand Gazetteer (consulté le 12 juillet 2009)